# Veilleur de pierre
Veilleur de pierre (ou Le Veilleur de pierre) est une sculpture du sculpteur Georges Salendre et de l'architecte Louis Thomas, installée en 1948 à l'intersection entre la rue Gasparin et la place Bellecour à Lyon. Il s'agit d'un mémorial de la résistance intérieure française rappelant l'assassinat par les Allemands des résistants Albert Chambonnet, Gilbert Dru, Léon Pfeffer, René Bernard et Francis Chirat précisément à l'emplacement de la sculpture (alors le café « Le Moulin à vent »), le 27 juillet 1944.

## Description
La statue représente un homme (le veilleur de pierre) « jeune et nu solidement campé sur ses jambes écartées et tenant devant lui un bouclier en forme d'écu ». Elle est adossée au pilier qui soutient l'immeuble à l'angle de la rue Gasparin et de la place Bellecour. Derrière elle, le mur est couvert par les noms des cinq résistants assassinés le 27 juillet 1944 ainsi que des toponymes associés à des exactions nazies et la phrase suivante : « Passant, va dire au monde qu'ils sont morts pour la liberté ». Au dessus des inscriptions figurent alternativement des bonnets phrygiens et des croix de Lorraine.
Le mémorial est inauguré le 4 septembre 1948. Georges Salendre expliquait que son travail était inspirée d’une œuvre de Donatello.

## Le 27 juillet 1944
L'assassinat des cinq résistants emprisonnés à la prison Montluc était en représailles d'un attentat contre l'occupant la veille (le 26 juillet 1944) au café « Le Moulin à vent », café qui était précisément à cet endroit. Il était fréquenté par des officiers allemands, et des membres de la Gestapo (qui s'était installée au 32 place Bellecour après le bombardement de l’École de Santé Militaire de l'avenue Berthelot) et de la Milice (dont le siège était à quelques mètres dans les locaux du Progrès, 85 rue de la République) avaient pour habitude de s'y retrouver. L’explosion ne fait aucune victime, mais déclenche une vengeance immédiate des Allemands. Outre Albert Chambonnet (Didier) et Gilbert Dru, le groupe était composé de :
- René Bernard, né le 3 octobre 1904 à Malakoff, militant communiste, arrêté le 22 juillet 1944 ;
- Léon Pfeffer, né le 12 octobre 1922 à Nancy, militant communiste ;
- Francis Chirat[9], né le 7 août 1916 à Villeurbanne, militant catholique.

Anecdote : Charles Maurras, directeur du journal de l’Action Française dont les bureaux se trouvaient rue de la République, à deux pas de la place Bellecour, près du siège de la Milice et de celui de la Gestapo, et son secrétaire Michel Déon passèrent sur le lieu de l’exécution et, comme de nombreux lyonnais, se recueillirent devant les corps des fusillés. Ebranlé, Charles Maurras refusa de publier dans l’Action Française le communiqué de la propagande allemande qui annonçait que les auteurs de l’attentat du Moulin à Vent avaient été arrêtés et exécutés. Le même Charles Maurras  avait exigé auparavant que les « terroristes » soient exécutés et leurs familles prises en otage et éliminées.

## Cérémonie
Chaque 27 juillet, une cérémonie a lieu devant le monument,.

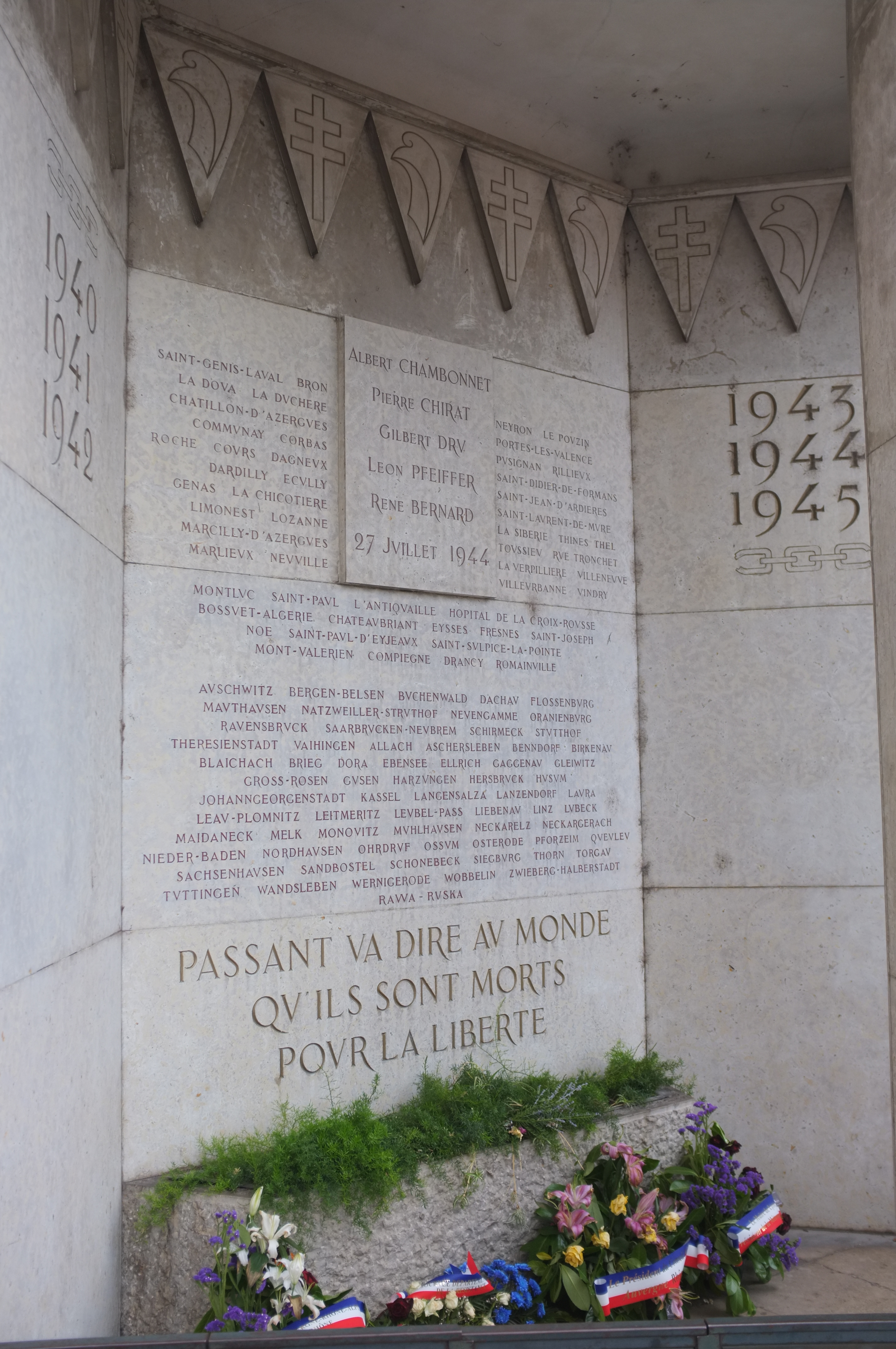
Texte gravé
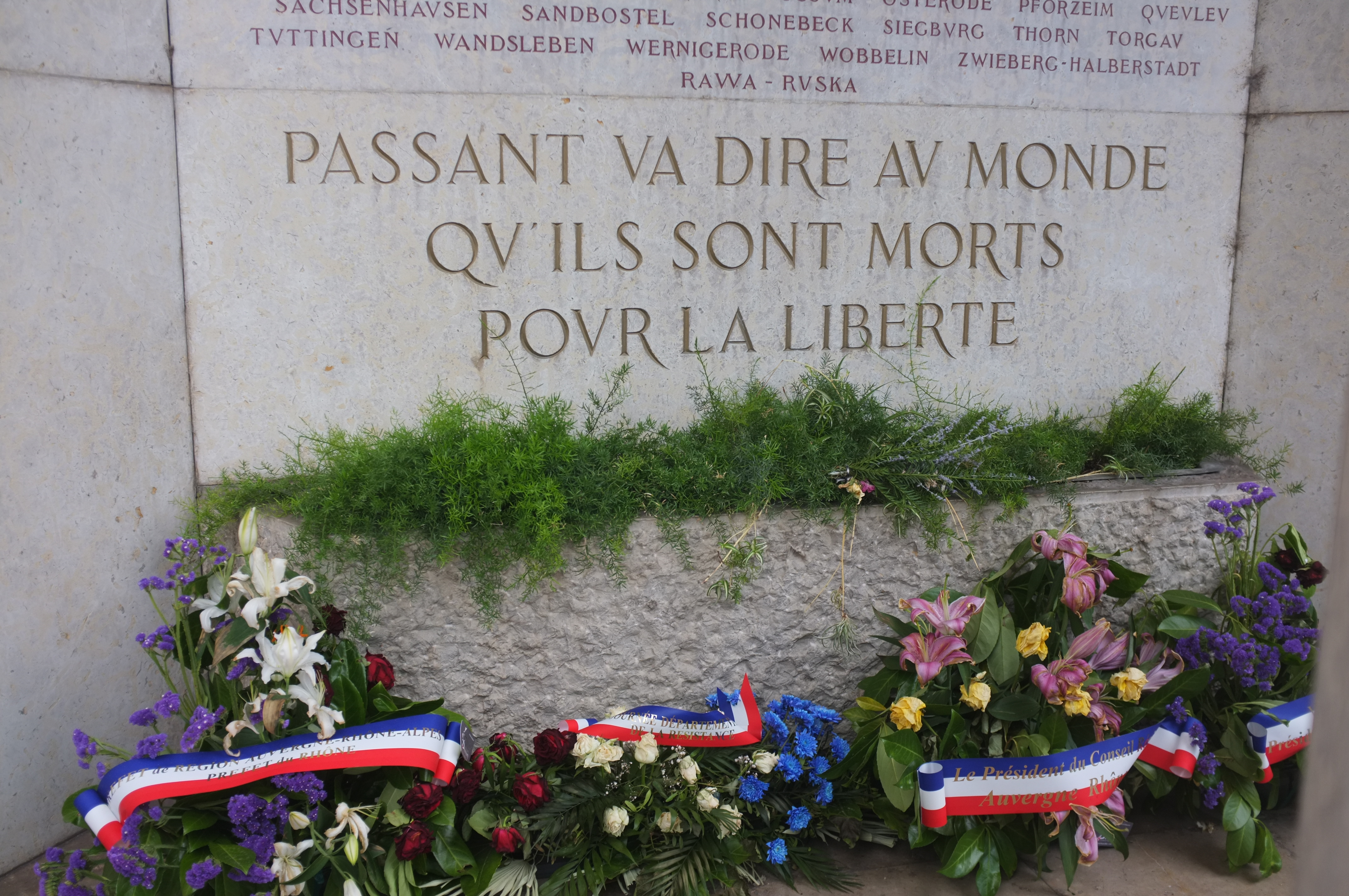
Retranscription : "Passant, va dire au monde qu'ils sont morts pour la liberté"
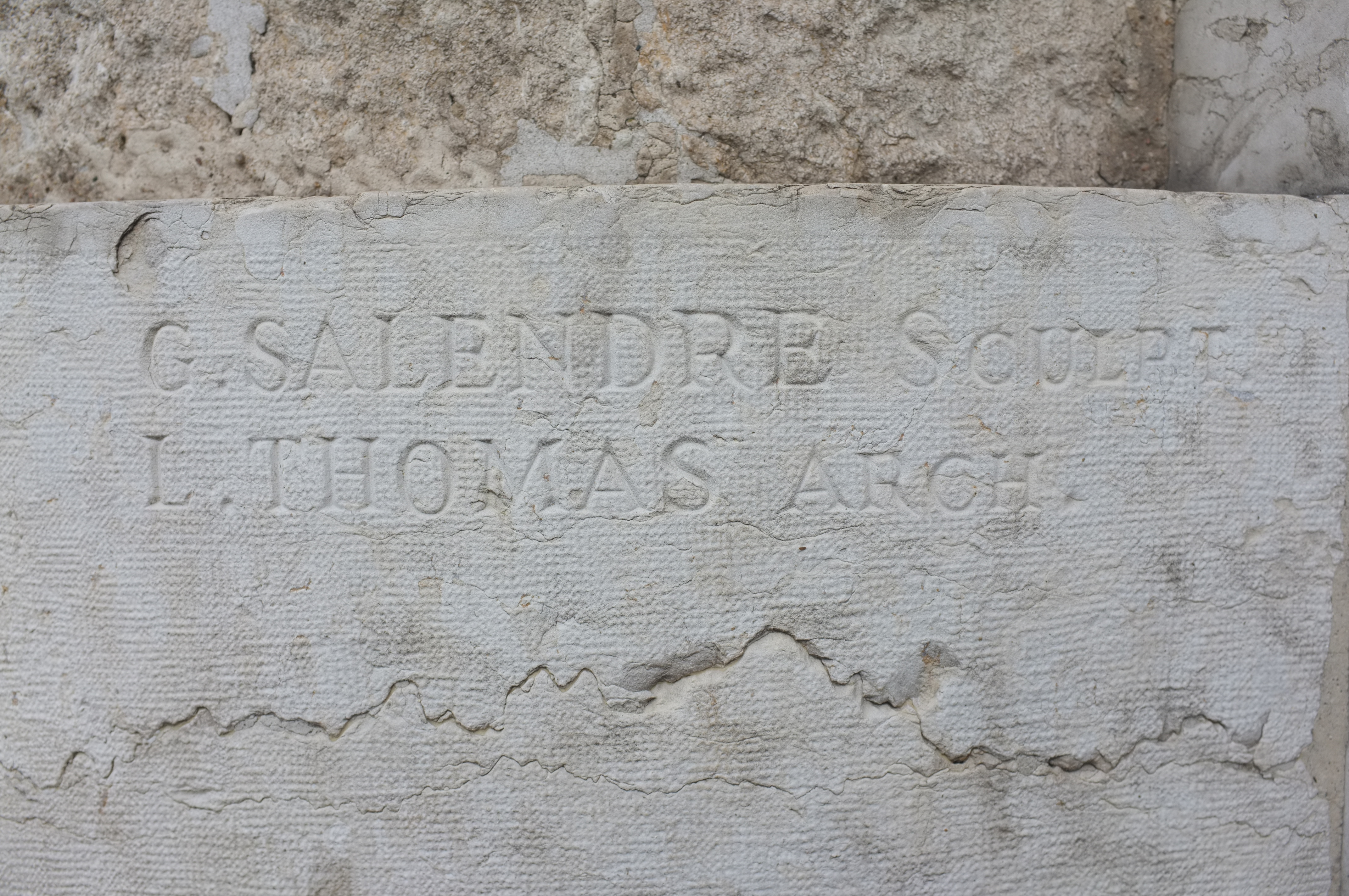
Signatures du sculpteur G. Salendre et de l'architecte L. Thomas

## Fait divers
En janvier 2014, la statue est vandalisée.